# Myint Swe
Myint Swe (n. 24 mai 1951, Mandalay, Myanmar – d. 7 august 2025, Naypyidaw, Myanmar) a fost un politician birmanez care a ocupat funcția de președinte interimar al Myanmarului, precum și pe cea de prim-vicepreședinte. A ocupat anterior funcția de președinte interimar după demisia președintelui Htin Kyaw la 21 martie 2018 și ministrul șef al regiunii Yangon din 30 martie 2011 până la 30 martie 2016. La 30 martie 2016, a fost învestit în funcția de vicepreședinte al Myanmarului. Este un fost ofițer militar în armata din Myanmar, cu gradul de general-locotenent, făcând parte din grupul etnic Mon.
Myint Swe a fost numit președinte interimar de către Tatmadaw (armata Myanmarului) în urma loviturii de stat din 1 februarie 2021, după care a transferat imediat puterea comandantului-șef al forțelor armate Min Aung Hlaing.